# Verboden Bos
Het Verboden Bos (Engels: Forbidden Forest) is een bosgebied dat grenst aan het schoolterrein van Zweinsteins Hogeschool voor Hekserij en Hocus-Pocus in de Harry Potterboekenreeks van J.K. Rowling.
Het Verboden Bos is uitgestrekt en donker, en wordt door veel heksen en tovenaars gemeden en als zeer griezelig ervaren. Er leven diverse magische wezens zoals Acromantula's, centauren, eenhoorns en nog veel meer. De terreinknecht van Zweinstein, en tevens tijdelijk Professor in het schoolvak Verzorging van Fabeldieren Rubeus Hagrid, komt er vaak om contact te houden met de magische wezens en hen bijvoorbeeld te verzorgen wanneer ze gewond zijn. Er zijn enkele gevallen bekend van leraren die hun leerlingen voor straf het Verboden Bos instuurden om er een taak uit te voeren (zoals het zoeken van een gewonde eenhoorn).
Aan het begin van elk schooljaar hamert Professor Perkamentus erop dat het Verboden Bos (Perkamentus noemt het Het Donkere Bos) voor alle leerlingen verboden terrein is.

## Het Verboden Bos in de boeken
In het eerste boek gaan Harry, Ron en Hermelien onverwacht een kopje thee drinken bij Hagrid. Wanneer ze binnen komen blijkt dat Hagrid een drakenei heeft verstopt in zijn huisje. Het houden van draken is echter verboden, en wanneer ze laat op een avond bij Hagrid zijn om het ei te zien uitkomen worden ze betrapt door Harry's aartsvijand Draco Malfidus die hen uit nieuwsgierigheid is gevolgd en door het venster heeft gezien wat zich in Hagrids huisje bevindt. Malfidus verklikt hen bij Professor Anderling en ze moeten voor straf met Hagrid het Verboden Bos in. Malfidus krijgt ook straf (hij was immers ook nog erg laat buiten) en moet dus mee, en hij blijkt de enige te zijn die echt bang is in het bos. In het bos komt Harry een figuur met kap en mantel tegen die eenhoornbloed drinkt. Dit blijkt Professor Krinkel te zijn (wat Harry zelf niet weet). Wanneer hij Harry probeert aan te vallen, wordt deze net op tijd gered door de centaur Firenze.
In het tweede boek gaan Harry en Ron op Hagrids advies het bos in om "de spinnen te volgen". Tot Rons afgrijzen (hij is erg bang voor spinnen) komen ze bij de familie van Aragog terecht, een immens grote acromantula. Aragog doet Hagrid niets omdat die hem ooit heeft gered, maar de acromantula's hebben het niet zo op Harry en Ron begrepen en ze moeten rennen voor hun leven.
In het derde boek moeten Harry en Hermelien een uur wachten wanneer ze terug in de tijd gaan en zich schuilhouden aan de rand van het bos.
In het vierde boek wordt Harry door Viktor Kruml, een van Harry's tegenstanders in het Toverschooltoernooi, gevraagd om een stukje mee te gaan wandelen. Wanneer de twee langs de rand van het Verboden Bos lopen, komen ze een zeer verwarde Bartolomeus Krenck Sr. tegen, die in en tegen zichzelf lijkt te praten. Harry gaat hulp halen, maar wanneer hij terugkomt is Krenck verdwenen en Kruml buiten westen.
In het vijfde boek gaan de Zweinstein-leerlingen voor een les in Verzorging van Fabeldieren het bos weer in, dit keer om de terzielers te observeren. Tijdens deze les wordt Hagrid beoordeeld door Professor Omber, die door Cornelis Droebel (de Minister van Toverkunst) tot Hoog-Inquisiteur van Zweinstein is benoemd en dus haar collega's mag be- en veroordelen.
In het zevende boek wordt het Verboden Bos gebruikt als tijdelijke schuilplaats voor Voldemort en de Dooddoeners tijdens de Slag om Zweinstein.